# Бердік (Арарат)
Бердік (вірм. Բերդիկ) — село в марзі Арарат, у центрі Вірменії. Село розташоване за 5 км на північний схід від міста Арташата, за 2 км на захід від села Верін Арташат, за 3 км на північ від села Востан, за 4 км на північний схід від села Мргаван та за 1 км на південний схід від села Айгестан.